# Макото Јукимура
Макото Јукимура (транслит. ; Јокохама, 8. мај 1976) јапански је мангака, најпознатији по делу Vinland Saga.

## Биографија

### Младост
Јукимура је рекао за себе да је био безбрижно дете. Прву мангу прочитао је са пет година, и то Dr. Slump Акире Торијаме. Посебно му се свидела њена насловна страна, па је након тога погледао и аниме адаптацију иако није видео поенту у понављању приче. Почео је да размишња о каријери у манга индустрији када је напунио 16 година. Умало је погинуо у две саобраћајне несреће, што га је навело да преиспита свој начин живота. Наводи да до тада није имао друштвени живот и да је једва обраћао пажњу на часовима, често цртајући манге у свескама. Упркос томе, није имао потешкоће у школи, али његова равнодушност забринула је његове родитеље. То се променило када је прочитао Бескрајну причу Михаела Ендеа.
Јукимура је први пут био инспирисан да постане манга уметник након што је као дечак прочитао Hokuto no Ken. Желео је да напише серијал са истим темама, фокусирајући се на „снагу и правду“. Међутим, сматрао је да није био довољно вешт, па је са 16 година почео да изучава манге, и две године касније је постао асистент. Када је дипломирао на факултету са 22 године, упознао је Каиџија Кавагучија који је приметио његов потенцијал. Потом је упознао Даија Моримуру који му је помогао да развије сопствени стил. У том периоду се и оженио. Мало је познато о његовој породици. Јукимура је поменуо да има два сина за чије здравље је забринут.

### Каријера
Јукимура је дебитовао 1999. године са мангом Планетес, која је 2003. године адаптирана у аниме од 26 епизода. Пре тога је радио као асистент за друге мангаке.
Његова најпознатија манга, Vinland Saga, објављена је 13. априла 2005. године у часопису Weekly Shōnen Magazine, након чега је пребачена у Afternoon децембра 2005. године због проблема са темпом издања. Инспирисале су га серије о викинзима које је гледао као дете. За овај рад освојио је главну награду Јапанског фестивала медијске уметности 2009. године у категорији за манге. Године 2010. био је гост на Међународном фестивалу стрипа у Ангулему. Закључно са јулом 2021. године, манга је продата у преко 5,5 милиона примерака. Иако је серијал пун насилних сцена, Јукимура је навео да му је било тешко да пише о таквим темама јер не подноси насиље. Као и Планетес, и ова манга је адаптирана у аниме. Јукимура је похвалио адаптацију, рекавши да је побољшала темпо приче и увела још замиљивих коцепата.
Августа 2022., Јукимура је урадио кросовер мангу са видео игром Assassin's Creed Valhalla у којој протагониста Винланд саге упознаје Ајвора, вођу Валхале. Манга се завршила 25. јула 2025. године.

## Инспирације
Јукимурина заинтересованост за догађаје као што су Хладни рат и Напади 11. септембра 2001. пројектована је на Торфина, главног лика из Винланд саге, који је трауматизован својим поступцима и стога одлучује да пронађе Винланд како би створио свет у ком ће људи различитих раса моћи мирно да живе заједно. Приликом цртања, Јукимура обраћа пажњу на шаке ликова јер сматра да оне најбоље описују нечији карактер. Ту идеју инсприсао је манга уметник Кацухиро Отомо (Акира). Током пандемије ковид-19, Јукимура је прешао са традиционалног на дигитални процес цртања.
Јукимура признаје да се често мучи са радњом у Винланд саги, те се угледа на Хаџимеа Исајаму, аутора Напада титана, због начина на који пише своје приче. Исајама је као одговор на то рекао да се диви Јукимури због његовог детаљног цртежа и суптилне тематике, напомињући да су паузе неопходне да би се створило квалитетно дело. Још један серијал чији је Јукимура обожавалац је Моја лутка за облачење. Такође је изјавио да ужива у хорор причама, пре свега у Џунџију Иту, Нокуту Коикеју и Мотосукеју Такаминату.

## Дела
- Планетес (1999–2004; серијализовано у Коданшиној манга ревији )[24][25]
- For Our Farewell is Near (さようならが近いので Sayōnara ga Chikai node)  (2004; једнократна прича објављена у Коданшиној манга ревији Evening)
- (2005–2025; серијализовано у Коданшиним манга ревијама Weekly Shōnen Magazine и Afternoon)[26][27][28]